# Вибре, Анн Дени Виктор Юро де
Анн Дени Виктор Юро, 7-й маркиз де Вибре (4 октября 1767, Париж — 8 июля 1843, замок Шеверни, Луар и Шер) — французский политик, пэр Франции, роялист.

## Биография
К началу французской революции был офицером кавалерии. Не приняв революцию, эмигрировал вместе с отцом, стал полковником и адъютантом Месье, будущего короля Карла Х. Служил в Армии Принцев (фр.) — вооружённом формировании эмигрантов, сражавшемся против революционной Франции в рядах её противников.
Во времена Наполеона маркиз был среди основателей тайной организации Рыцарей веры (фр.) — фактически, тайной политической партии роялистов, действовавшей в самой Франции и организованной по образцу масонской ложи.
В 1815 году, после возвращения Бурбонов во Францию, стал членом палаты пэров. Голосовал за смертный приговор маршалу Нею, национальному герою Первой империи.
Был последовательным ультрароялистом и сторонником правящей династии, вызывавшей растущее раздражение народа. В 1830 году, после новой революции, вынужден был оставить палату пэров, но преследованию не подвергся.
Жил в замке Шеверни, который принадлежал его роду с XV века, и который он снова выкупил в годы Реставрации.

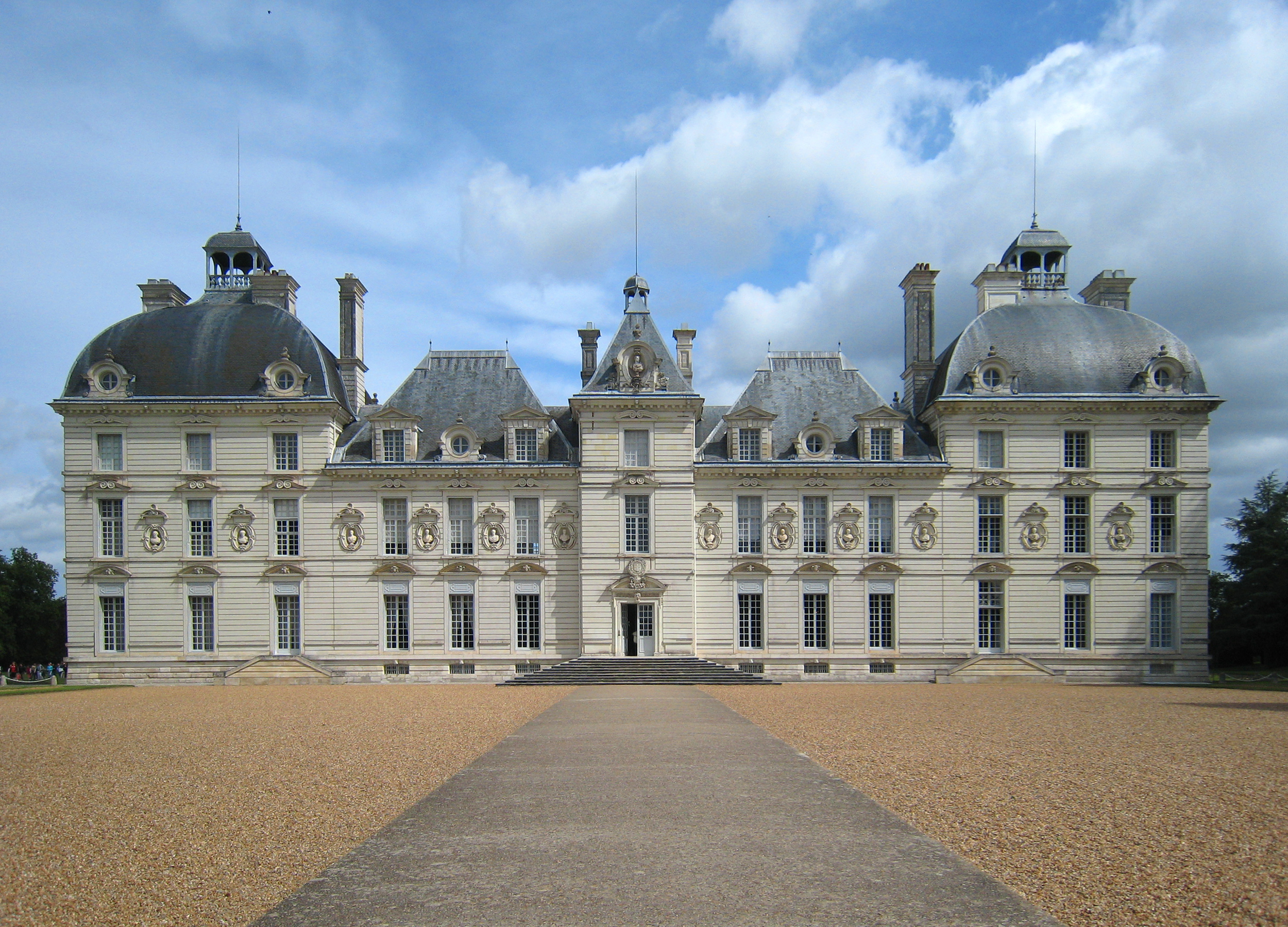
Замок Шеверни, родовое поместье маркизов Вибре

## Награды
- Кавалер ордена Святого Духа.
- Кавалер ордена Святого Людовика.
- Кавалер ордена Почётного легиона.
- Кавалер ордена Лилии.